# Flykten till Varennes

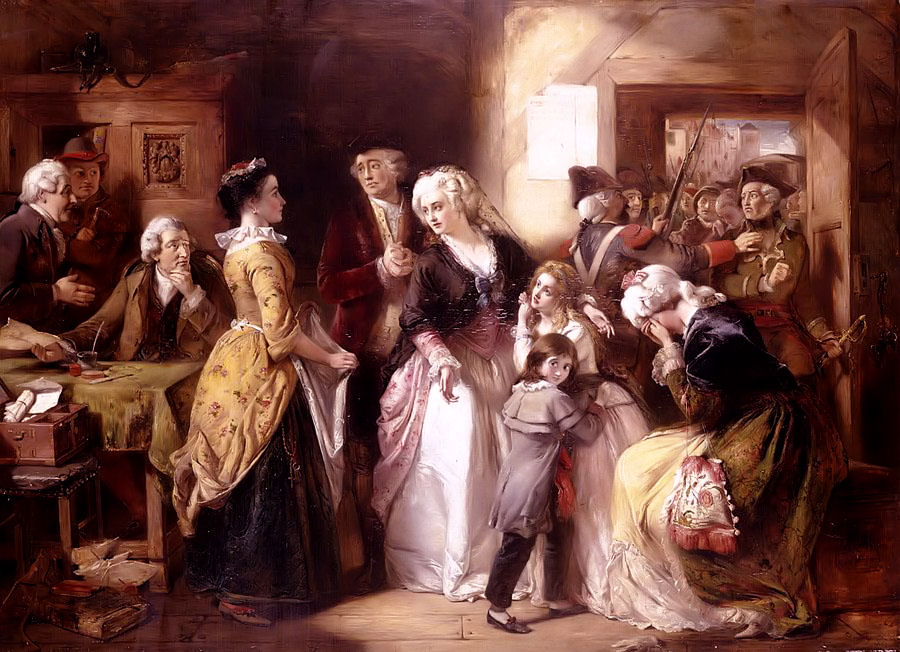
Arresteringen av kungafamiljen i Varennes.

Flykten till Varennes (franska: Fuite à Varennes) avser den franska kungafamiljens misslyckade flyktförsök under franska revolutionen, en berömd episod som utspelade sig 20–21 juni 1791, när Ludvig XVI, Marie Antoinette, kungens syster Elisabet, kungabarnen och deras guvernant Louise-Elisabeth de Tourzel försökte nå gränsen till Österrikiska Nederländerna.
Flykten planerades av den svenske greven Axel von Fersen den yngre. Det långsiktiga syftet var att åstadkomma en kontrarevolution med hjälp av de rojalistiska trupperna positionerade vid gränsorten Montmédy. De nådde emellertid bara fram till orten Varennes, där de arresterades sedan de blivit igenkända vid det föregående uppehållet i Sainte-Menehould. 
Flykten misslyckades på grund av en rad fördröjningar, misstolkningar och dåliga omdömen, till stor del beroende på kungens obeslutsamhet, en missbedömning av allmänhetens lojalitet och tro på att demokrati endast var en idé omhuldad av radikala kretsar i huvudstaden. 
Händelsen blev ett nationellt trauma, då allmänheten fruktade en utländsk militärintervention i kungens öde, och ledde till ett allmänt medvetande om att kungen, som dittills hade varit en populär monark, inte stödde de nya demokratiska idealen. Kungafamiljens flyktförsök räknas som en vändpunkt i franska revolutionens utveckling, då den ledde till att kritiken mot den franska monarkin och kungafamiljens medlemmar som individer blev mer utpräglad och stödet för en konstitutionell monarki minskade till förmån för en republik, och under de följande två åren resulterade detta i att monarkin avskaffades och kungen Ludvig XVI och drottningen Marie-Antoinette åtalades och avrättades för förräderi. Kungen avrättades den 21 januari 1793 och drottningen den 16 oktober 1793.